# سيبيل بيرغ
سيبيل بيرغ (بالإنجليزية: Sibylle Berg)‏ (ولدت عام 1962) هي كاتبة، وكاتبة مسرحية، وروائية، وأستاذة جامعية ألمانية سويسرة . ولدت في فايمر.
تكتب الروايات، المسرحيات، المقالات والقصص القصيرة

## أعمال بارزة
من أهم أعمالها:
- Der Mann schläft.

## روابط خارجية
- سيبيل بيرغ على موقع IMDb (الإنجليزية)
- سيبيل بيرغ على موقع مونزينجر (الألمانية)
- سيبيل بيرغ على موقع ميوزك برينز (الإنجليزية)
- سيبيل بيرغ على موقع ديسكوغز (الإنجليزية)